# Lago della Haute-Sûre
Il Lago della Haute-Sûre, o dell'alto Sûre, è un lago artificiale situato nel nord del Granducato di Lussemburgo, nella regione dell'Oeslig. È il risultato della costruzione di una grande struttura idraulica sul fiume Sûre: la diga di Esch-sur-Sûre. Ha una superficie di 380  ettari e il suo volume di riempimento è di 59.100.000 m 3.
Oltre alla sua funzione di fornire acqua potabile (gestita dalla società SEBES), è un luogo straordinario per il turismo (pesca, spiagge, sport acquatici, nuoto, immersioni, windsurf). Inoltre, la sua diga fornisce energia elettrica e partecipa alla regolazione del Sûre garantendo un flusso regolare basso da un lato e svolgendo il ruolo di limitatore dall'altro.

## Descrizione
Il lago si trova al centro del Parco Naturale dell'Haute-Sûre e risale al 1961. I pendii del lago sono spesso ripidi e scendono fino alle rive del lago, conferendogli il suo carattere incontaminato. Il lago ha anche molte spiagge, la più famosa delle quali si estende lungo le rive di Lultzhausen. Ai margini del lago ci sono boschi con molti sentieri escursionistici e aperti ai ciclisti.
Serve anche come quadro per lo sviluppo di un'offerta turistica e per il tempo libero sostenibile. Vi sono vietati i motoscafi, ma vi sono allestite barche solari per le visite guidate del lago. La prenotazione della barca solare è obbligatoria.